# Svennevads distrikt
Svennevads distrikt är från 2016 ett distrikt i Hallsbergs kommun och Örebro län.
Distriktet ligger öster om Hallsberg.

## Tidigare administrativ tillhörighet
Distriktet inrättades 2016 och utgörs av socknen Svennevad i Hallsbergs kommun.
Området motsvarar den omfattning Svennevads församling hade vid årsskiftet 1999/2000.